# MacLellan’s Castle

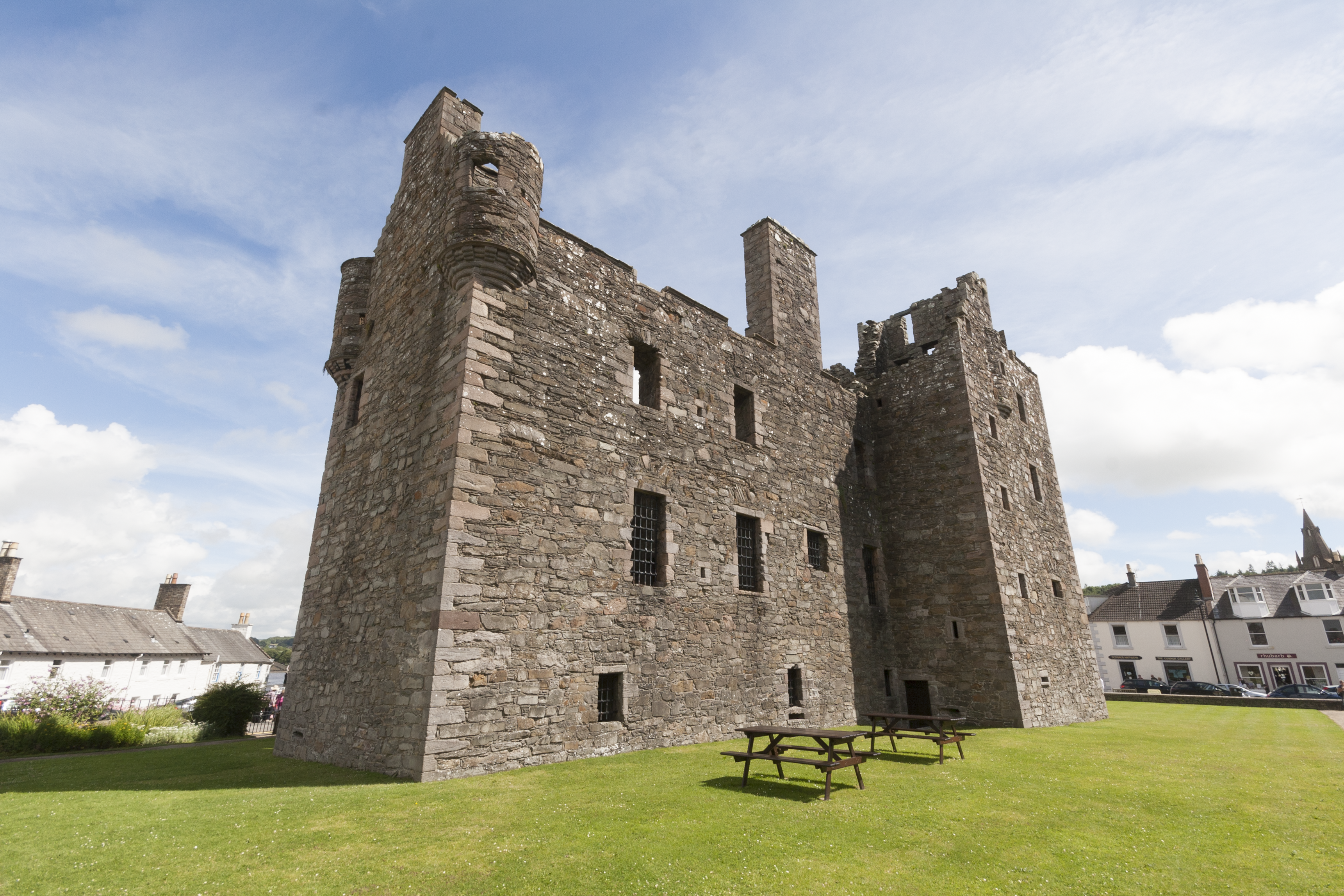
MacLellan’s Castle

MacLellan’s Castle, auch MacLellan’s House oder Kirkcudbright Castle, ist ein Tower House in der schottischen Stadt Kirkcudbright in der Council Area Dumfries and Galloway. Die Anlage ist als Scheduled Monument klassifiziert.

## Geschichte
Unter König Jakob II. entstand auf dem Grund 1449 ein Kloster des Franziskanerordens. Im Zuge der Reformation im 16. Jahrhundert wurde die Anlage aufgegeben und säkularisiert. Thomas MacLellan of Bombie, ein einflussreicher Regionalpolitiker und Provost von Kirkcudbright, ließ am Standort in den 1580er Jahren MacLellan’s Castle erbauen. 1582 waren die Arbeiten so weit fortgeschritten, dass er zusammen mit seiner zweiten Ehefrau das Gebäude bezog. 1587 unterhielt MacLellan dort den schottischen König Jakob VI.
Nach Thomas MacLellans Ableben 1597 gingen seine Besitztümer an seinen gleichnamigen Sohn über. Infolge ihrer Beteiligung an der Ulster Plantation und später der Jakobitenaufstände verarmte die Familie und das Tower House verfiel angeblich um 1752 zu einer Ruine. Um diese Zeit ging das Gebäude an Robert Maxwell of Orchardton über. 1782 erwarb Dunbar Douglas, 4. Earl of Selkirk MacLellan’s Castle. 1912 ging die Ruine in Staatsbesitz über und wird von Historic Scotland betreut.

## Beschreibung
Das Tower House befindet sich im Zentrum Kirkcudbrights an der Kreuzung zwischen Castle Street und St Cuthbert Street nahe den Hafenanlagen am Dee. MacLellan’s Castle weist einen L-förmigen Grundriss auf. Das Mauerwerk des drei- bis vierstöckigen Wehrturms besteht aus Bruchstein mit Details aus Naturstein. Die Fenster sind unregelmäßig angeordnet. An den Kanten kragen verschiedentlich Ecktourellen mit Schießscharten aus. Die nicht erhaltenen abschließenden Satteldächer sind mit Staffelgiebel gestaltet.
Im Innenwinkel an der Südostseite tritt ein bis auf Höhe des zweiten Obergeschosses reichender Treppenturm hervor. Eine innenliegende Wendeltreppe führt weiter in das dritte Obergeschoss. Oberhalb des Eingangsportals mit gekehltem Architrav sind Tafeln eingelassen. Neben einer großen blinden Fläche, die vermutlich einst das königlich schottische Wappen zeigte, sind die Wappen der Lords Maxwell und Herries zu sehen. Des Weiteren die Initialen GM von Dame Grissel Maxwell und das Baujahr 1582.
Die Architektur von MacLellan’s Castle zeigt den Übergang von klassischen Wehrtürmen zu bewehrten Sitzen des niederen Adels mit einem gewissen Wohnkomfort. Zwar wurde bei MacLellan’s Castle nicht auf Bewehrung verzichtet, diese aber zugunsten des Komforts auf ein Minimum reduziert.

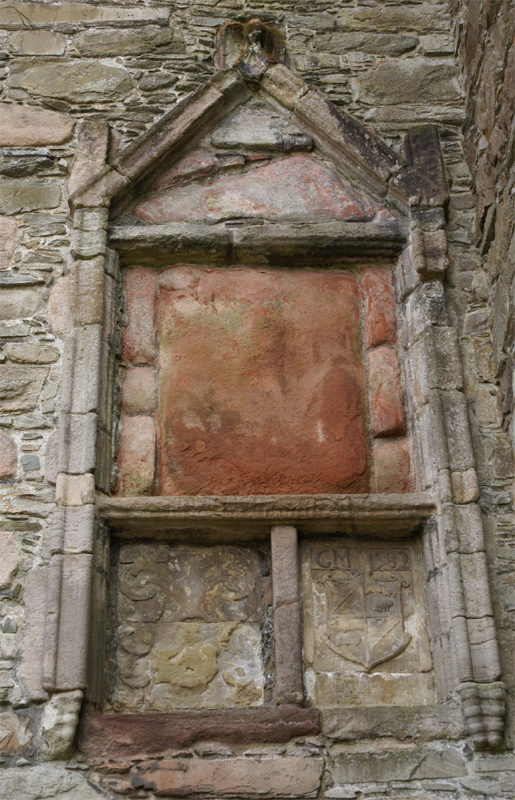
Wappen oberhalb des Eingangsportals
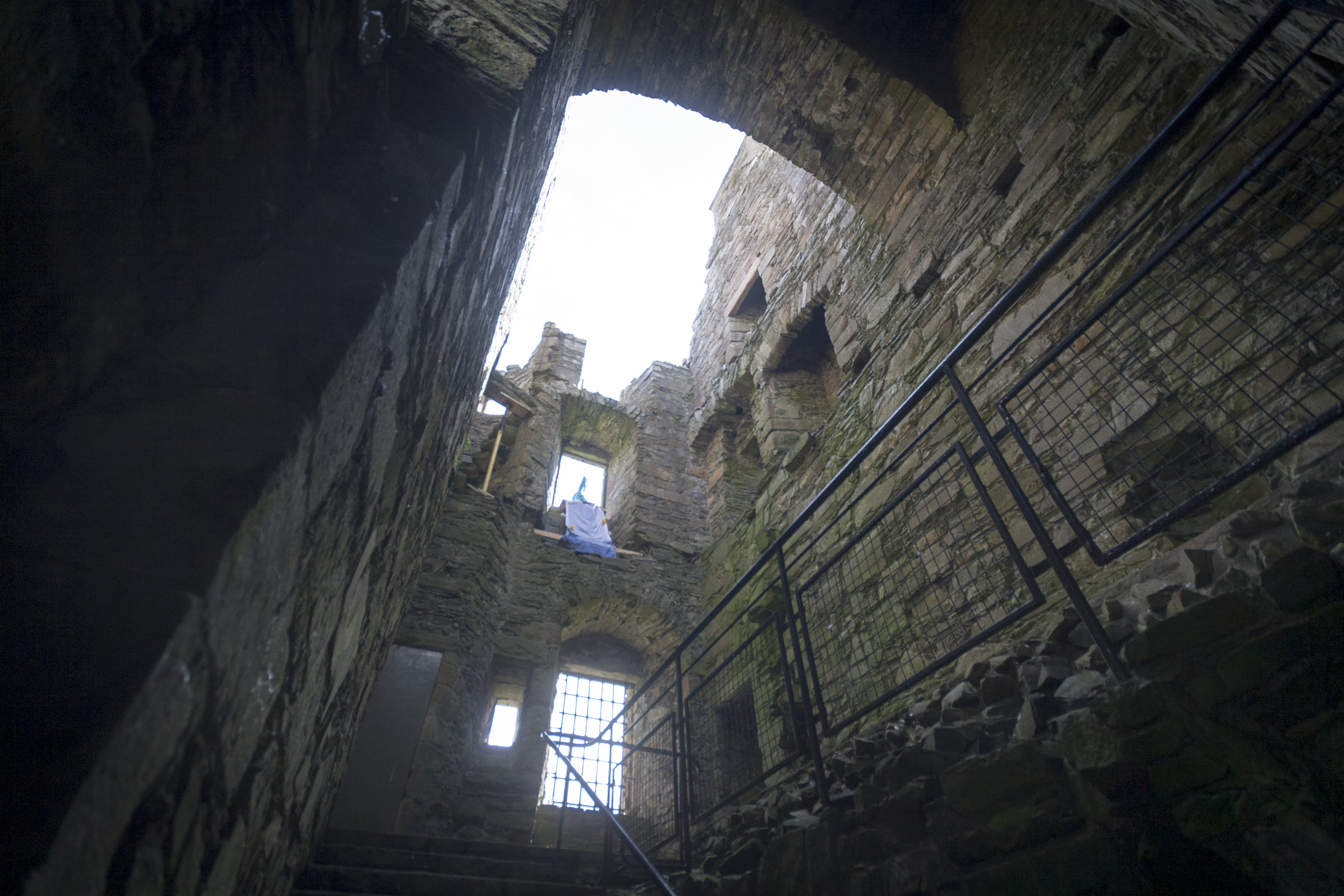
Innenansicht des Eingangsbereichs
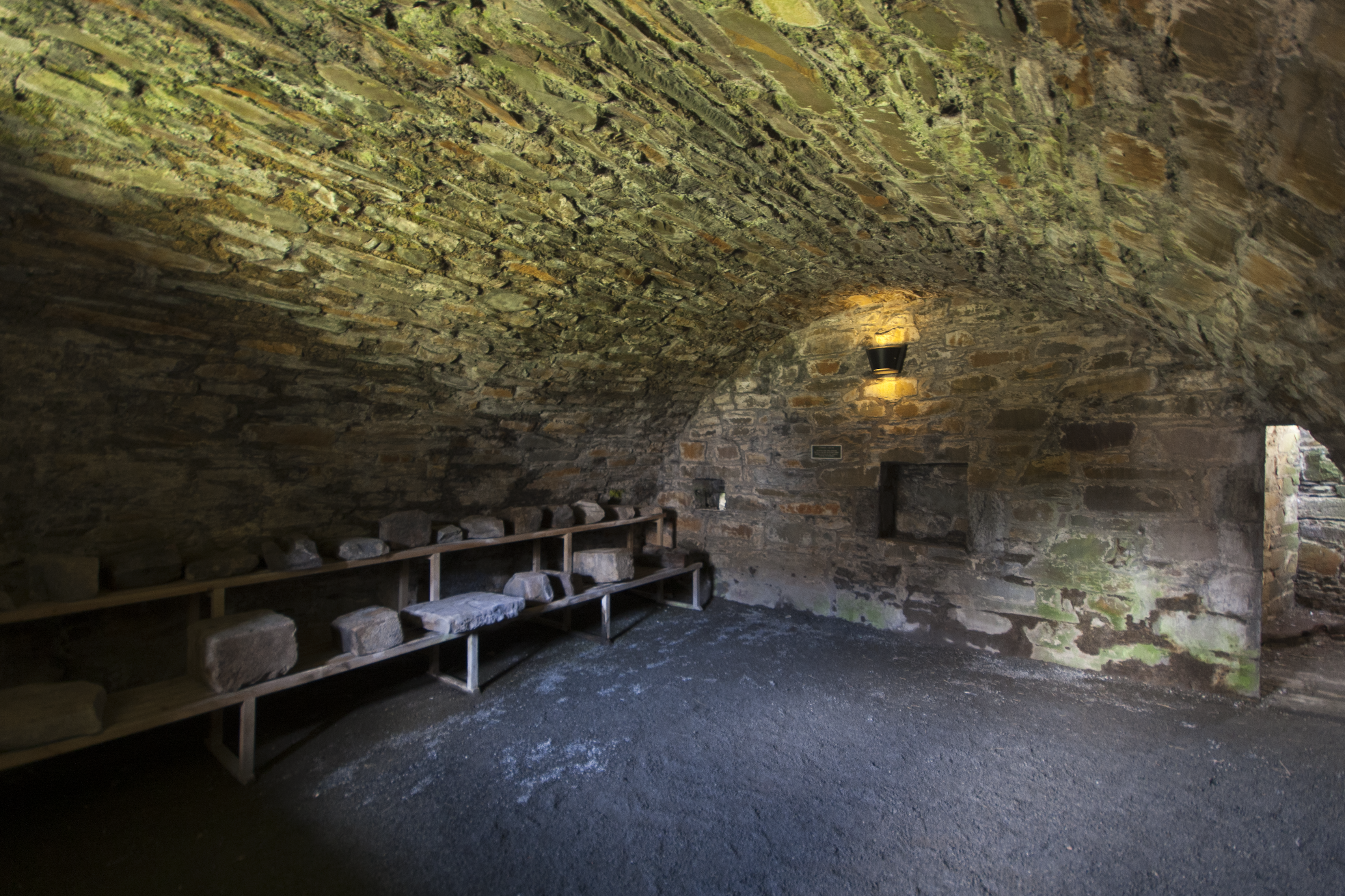
Kellergewölbe